# Comrades Marathon
Comrades Marathon är ett ultradistanslopp på runt 90 km som äger rum i Sydafrika i slutet av maj eller början av juni varje år. Comrades Marathon är världens äldsta och största ultralopp.[källa behövs]

## Om loppet
Comrades Marathon går på asfalt mellan städerna Durban och Pietermaritzburg i delstaten KwaZulu-Natal. Vartannat år går loppet ned från Pietermaritzburg på 600 meters höjd till Durban vid Indiska Oceanen och vartannat år går loppet uppför från Durban till Pietermaritzburg. Loppet startar strax före soluppgången kl 05.30 och avbryts strax efter solnedgången kl 17.30. Banan är mycket kuperad och löparna måste ta sig över fem kraftiga höjder på vägen till målet; Cowies Hill, Fields Hill, Bothas Hill, Inchanga och Polly Shortts. Under nerförsloppet kan temperaturen vid starten i bergen vara runt fem grader medan temperaturen vid målet kan vara över 30 grader. Maxtiden är tolv timmar och tillämpas mycket strikt. Alla som missar maxtiden diskas och stryks från resultatlistan. De som fullföljer loppet inom maxtiden får medaljer i olika valörer beroende på placering och tid. De tio första får en medalj i äkta guld. De som klarar loppet under 7:30 timmar får en silvermedalj. De som slutför loppet under elva timmar får en bronsmedalj och en tid under tolv timmar ger en medalj i koppar.

## Historia
Comrades arrangerades för första gången 1921 av den f.d. soldaten Vic Clapham till minne av de sydafrikanska soldater som stupade i fälttåget mot Tyskland i Östafrika under första världskriget.  Det första loppet hade 34 deltagare och vanns av Bill Rowan på tiden 8.59. Alla löpare som slår hans segrartid får en särskild Bill Rowan-medalj. Fram till slutet av 1960-talet samlade loppet bara ett par hundra deltagare och enbart vita män fick delta. 1975 öppnades tävlingen även för svarta och kvinnor fick också delta. Under 1970- och 1980-talet växte Comrades till att bli Sydafrikas största idrottstävling med 10 000 deltagare varje år.  Den första svarta segraren blev Samuel Tshabalala, Sydafrika, 1989. Under 1970-talet infördes en internationell idrottsbojkott mot Sydafrika på grund av landets raslagar och inga internationella löpare deltog i Comrades. Bojkotten mot Sydafrika hävdes när raslagarna avskaffades 1990 och numera samlar Comrades deltagare från mer än 70 länder. År 2018 hade Comrades Marathon 21 000 anmälda och är världens i särklass största ultralopp. 300 000 personer följer loppet längs vägen och 15 miljoner personer följer direktsändningen på Sydafrikansk TV (SABC). SABC lägger ut TV-sändningen direkt på Youtube och den kan följas i hela världen. Comrades stöds av flera av Sydafrikas större företag och prissumman är i nivå med de stora marathonloppen. År 2019 fick damsegraren Gerda Steyn drygt 1,2 miljoner kr i officiella prispengar samt bonusar från sponsorer.  

## Traditioner
Genom Comrades långa historia har en rad traditioner uppstått. Före start deltar alla löpare i en gemensam allsång av den sydafrikanska folksången "Shosholoza" innan starten markeras med ljudet av en tupp som gal. Även längs banan respekteras traditioner. Den löpare som lägger ner en blomma på en markerad plats halvvägs sägs få en behaglig avslutning av loppet. Segraren får strax före målgång ett brev att bära med sig i mål med en hälsning från den stad där loppet startade till den stad där loppet slutar. Brevet hedrar de brevbärare som bar post till fots mellan Durban och Pietermaritzburg under 1800-talet. En gång, 1967, har brevet givits till "fel" person när Manny Kuhn passerade ledaren Tommy Malone två meter före mållinjen och vann loppet med en sekunds marginal.

## Bästa resultat
Sydafrika dominerar bland segrarna på herrsidan även om ryska löpare skördat stora framgångar de senaste 20 åren. På damsidan dominerade Ryssland stort under 2000-talet men därefter har andra länder tagit segrarna. Efter att de flesta ryska friidrottare stängdes av från internationella tävlingar 2015 har Sydafrika återtagit dominansen över loppet. Bland de mest framgångsrika löparna i Comrades märks Bruce Fordyce, Sydafrika, med nio segrar och Elena Nurgalieva, Ryssland, med åtta vinster. Elena Nurgalieva har även flest guldmedaljer (topp tio). Hon tog tretton stycken i rad mellan 2003 och 2015. Alan Robb, Sydafrika, tog tretton guldmedaljer mellan 1974 och 1991.  
David Gatebe, Sydafrika, har banrekordet nerför 5.18.19 satt 2016 och Leonid Shvetsov, Ryssland, har banrekordet uppför 5.24.49 satt 2008. Frith van der Merwe, Sydafrika, har damrekordet nerför med 5.54.43 satt 1989 medan Gerda Steyn, Sydafrika, håller rekordet uppför med 5:58:53 satt 2019. 
Sverige har bra placeringar i Comrades. Fem svenska löpare har tagit guldmedaljer (topp-tio). Främsta svensk är Jonas Buud från Mora med tre guldmedaljer. En fjärdeplats 2011, en andra plats 2013 och en sjundeplats 2014. Kajsa Berg, Huddinge, var trea 2016. Sophia Sundberg, Ekerö, var sexa 2018. Frida Södermark, Norrköping, var åtta 2014 och Frittjof Fagerlund, Uppsala, tog en tiondeplats 2017.  

## Vinnare sedan år 1990
| År   | Herrar           | Land        | Tid     | Damer               | Land           | Tid     |
| ---- | ---------------- | ----------- | ------- | ------------------- | -------------- | ------- |
| 2019 | Edward Mothibi   | Sydafrika   | 5:31:33 | Gerda Steyn         | Sydafrika      | 5:58:53 |
| 2018 | Bongusa Mthembu  | Sydafrika   | 5:26:34 | Ann Ashworth        | Sydafrika      | 6:10:04 |
| 2017 | Bongusa Mthembu  | Sydafrika   | 5:35:34 | Camille Herron      | USA            | 6:27:35 |
| 2016 | David Gatebe     | Sydafrika   | 5:18:19 | Charne Bosman       | Sydafrika      | 6:25:55 |
| 2015 | Gift Kelehe      | Sydafrika   | 5:38:36 | Caroline Wostman    | Sydafrika      | 6:12:22 |
| 2014 | Bongmusa Mthembu | Sydafrika   | 5:28:34 | Eleanor Greenwood   | Storbritannien | 6:18:15 |
| 2013 | Claude Moshiywa  | Sydafrika   | 5:32:09 | Elena Nurgalieva    | Ryssland       | 6:27:09 |
| 2012 | Ludwick Mamabolo | Sydafrika   | 5:31:04 | Elena Nurgalieva    | Ryssland       | 6:07:12 |
| 2011 | Stephen Muzhingi | Zimbabwe    | 5:32:46 | Elena Nurgalieva    | Ryssland       | 6:24:11 |
| 2010 | Stephen Muzhingi | Zimbabwe    | 5:29:01 | Elena Nurgalieva    | Ryssland       | 6:13:04 |
| 2009 | Stephen Muzhingi | Zimbabwe    | 5:23:27 | Olesja Nurgalieva   | Ryssland       | 6:12:12 |
| 2008 | Leonid Sjvetsov  | Ryssland    | 5:24:49 | Elena Nurgalieva    | Ryssland       | 6:14:38 |
| 2007 | Leonid Sjvetsov  | Ryssland    | 5:20:49 | Olesja Nurgalieva   | Ryssland       | 6:10:11 |
| 2006 | Oleg Kharitonov  | Ryssland    | 5:35:19 | Elena Nurgalieva    | Ryssland       | 6:09:24 |
| 2005 | Sipho Ngomane    | Sydafrika   | 5:27:10 | Tatiana Zjirkova    | Ryssland       | 5:58:50 |
| 2004 | Vladimir Kotov   | Vitryssland | 5:31:22 | Elena Nurgalieva    | Ryssland       | 6:11:15 |
| 2003 | Fusi Nhlapo      | Sydafrika   | 5:28:52 | Elena Nurgalieva    | Ryssland       | 6:07:46 |
| 2002 | Vladimir Kotov   | Vitryssland | 5:30:59 | Maria Bak           | Tyskland       | 6:14:21 |
| 2001 | Andrew Kelehe    | Sydafrika   | 5:25:51 | Elvira Kolpakova    | Ryssland       | 6:13:53 |
| 2000 | Vladimir Kotov   | Vitryssland | 5:25:33 | Maria Bak           | Tyskland       | 6:15:35 |
| 1999 | Jaroslaw Janicki | Polen       | 5:30:10 | Birgit Lennartz     | Tyskland       | 6:31:03 |
| 1998 | Dmitri Grisjin   | Ryssland    | 5:26:25 | Rae Bisschoff       | Sydafrika      | 6:38:57 |
| 1997 | Charl Mattheus   | Sydafrika   | 5:28:37 | Ann Trason          | USA            | 5:58:24 |
| 1996 | Dmitri Grishin   | Ryssland    | 5:29:33 | Ann Trason          | USA            | 6:13:23 |
| 1995 | Shaun Meiklejohn | Sydafrika   | 5:34:02 | Maria Bak           | Tyskland       | 6:22:57 |
| 1994 | Alberto Salazar  | USA         | 5:38:39 | Valentina Liakova   | Ryssland       | 6:41:23 |
| 1993 | Charly Doll      | Tyskland    | 5:39:41 | Tilda Tearle        | Sydafrika      | 6:55:07 |
| 1992 | Jetman Msutu     | Sydafrika   | 5:46:11 | Frances van Bierk   | Sydafrika      | 6:51:05 |
| 1991 | Nick Bester      | Sydafrika   | 5:40:53 | Frith van der Merwe | Sydafrika      | 6:08:19 |
| 1990 | Bruce Fordyce    | Sydafrika   | 5:40:25 | Naidene Harrison    | Sydafrika      | 7:02:00 |